# مشاوره روان‌شناختی
مشاوره، یکی از حوزه‌های تخصصی روان‌شناسی است که به ارزیابی و مداخله در سطوح انفرادی، گروهی و سازمانی می‌پردازد. مشاوره، مشورت و دریافت کمک اطلاعاتی دربارهٔ یک موضوع است که بین مراجع (کمک‌گیرنده) و متخصص (مشاور) انجام می‌گیرد. مشاوره در موضوعات و زمینه‌های مختلف علمی و برای اهداف گوناگون انجام می‌شود که در میان مردم، بیشتر جنبهٔ روان‌شناختی آن (مشاورهٔ روان‌شناسی) معروف است که هدف از آن بهبود وضعیت روحی–روانی و کیفیت‌بخشی به زندگی مراجع از جهت روانی‌است. مشاور، در مشاوره‌های خانواده، شغلی، تحصیلی و توان‌بخشی نیز از مهارت‌های روان‌شناختی کمک می‌گیرد. مشاوره اطلاعاتی و مشاوره ژنتیک نیز از انواع مشاوره‌اند که ارتباط مستقیم و مشخصی با روان‌شناسی ندارند.
در کشور های مختلف و همچنین ایران، برای مشاوره دادن باید افراد دو مدرک آکادمیک به صورت پیوسته و مربوط به رشته را داشته باشند. و بعلاوه آن باید این دو مدرک توسط سازمان نظام روان‌شناسی و مشاوره ایران تایید شود تا مجوز برای این حرفه صادر گردد.

## پیرامون واژه
مشاوره، کلمه‌ای عربی و یک مصدر است. معنای واژگانی آن، مشورت کردن و اقدام به تشکیل شورا و مشورت با دیگران است معادل انگلیسی آن، Consultation است و به کسی که به‌همراه مراجع و برای کمک به وی، به مشاوره می‌پردازد، یعنی مشاور، Consultant گفته می‌شود. رایج‌ترین کاربرد واژهٔ مشاوره، به‌ویژه در میان مردم عادی، به معنی مشاورهٔ روان‌شناختی و روان‌درمانی از طریق مشاوره است. در این کاربرد، تعریف مشاوره، «اقدام حمایت‌گرانه بر پایهٔ علوم روان‌شناسی» است و مشاوری که این اقدام حمایتگرانه را انجام می‌دهد، روان‌شناس است، به همین دلیل به مشاور، در فرهنگهای کشورهای توسعه‌یافتهٔ انگلیسی‌زبان، به‌ویژه هنگامی که امر «درمان» و «روان‌درمانی» مد نظر باشد؛ روان‌شناس (به انگلیسی: Psychologist) هم می‌گویند. مشاوره، نام، واژه و اصطلاحی عمومی و کلی است که به معنای ارائه و دریافت مشورت و اطلاعات برای انجام بهتر یک کار، حل یک مشکل یا رسیدن به هدفی خاص است.

## مشاورهٔ روان شناختی
مشاوره، اقدامی حمایتی بر پایهٔ علوم |روان‌شناسی در حمایت از فردی است که آسیب دیده یا در معرض آسیب قرار دارد. مشاوره، کمک مشورتی، فکری و اطلاعاتی همراه با آزادی دادن در گزینش راه حل و احترام، با استفاده از دانش روان‌شناسی به فردی است که در شرایط انتخاب راه حل و تصمیم‌گیری قرار دارد یا در سازگاری با محیط اطراف خود دچار مشکل است. مشاوران با بهره‌گیری از مهارت‌های گوناگون روان‌شناختی، مانند روانکاوی، می‌کوشند به مراجع، در جهت تخلیهٔ هیجانی، غلبه بر هیجانات منفی، سازگاری و گزیدن راهکار برای مسائل، یاری رسانند. مشاوران، با استفاده از مهارت‌های کلامی و روان‌شناختی خود، از راه سعی در تقویت عزت نفس، تفکر مثبت و احساس سلامتی روان، تقویت قدرت روحی و آگاهی‌بخشی، به حل مشکل مددجو توسط خود او و با توجه به تفاوت‌های فردی و شرایط وی، کمک می‌کنند. مشاوره دارای ابعاد و انواع بسیار و گسترده‌ای است؛ به‌طور عمومی مشاوره تخصصی از رشته‌ها و مهارت‌های زیر مجموعهٔ روانشناسی است. برخی ابعاد مشاورهٔ روانشناسی عبارتند از: مشاوره تحصیلی، مشاوره خانواده، مشاوره شغلی، مشاوره توانبخشی، مشاوره ژنتیک، مشاوره ازدواج و … که در این میان مشاوره ژنتیک از زیر مجموعه‌های علم روانشناسی نمی‌باشد.
تفاوت مشاور و روانشناس این است که روانشناس در حوزه درمان اختلالات و بیماری‌های روانی فعالیت می‌کند ولی مشاور به مشکلات ارتباطی، رفتاری، می‌پردازد به عبارت ساده‌تر روانشناس با بیماران روانی سروکار دارد و مشاور با افراد سالمی که نیاز به کمک دارند

### تعاریف و نظریه‌های مختلف مشاورهٔ روان‌شناختی
پاترسون (۱۹۷۳)، مشاوره را جریان یاری دهنده‌ای می‌داند که به ارتباط خاص بین دو نفر نیاز دارد. یکی از این دو نفر یعنی مراجع، معمولاً با مشکل روانی و عاطفی رو به روست، و دیگری، یعنی مشاور، که در حل مشکلات روانی مهارت دارد. از طریق ایجاد رابطه خاص مشاوره‌ای، مشاور به مراجع کمک می‌کند تا راه حلی برای مشکل خود بیابد. به نظر پاترسون، ارائه اطلاعات صرف، پند و اندرز دادن و تلقین افکار و عقاید به دیگران را هیچگاه نمی‌توان مشاوره دانست. به نظر او، رابطه حسنه بین مراجع و مشاور اثر روان درمانی مهمی در روند مشاوره دارد؛ به‌طوری‌که اگر مشاور نتواند چنین رابطه مطلوبی را ایجاد کند، مشکل مراجع در حد مطلوبی حل نخواهد شد.
آریاکل (۱۹۶۱ و ۱۹۷۷)مشاوره را جریانی اختصاصی و انحصاری بین دو نفر می‌داند که در آن مراجع با کمک مشاور، به بررسی و تجزیه و تحلیل مشکل خود اقدام می‌کند و از موارد ناشناخته آگاه می‌شود؛ عوامل ناخواسته و مزاحم را تغییر داده و زندگی بهتر و مطلوب تری را برای خویش فراهم می‌کند.
دینک مایر (۱۹۶۸ و ۱۹۷۲)، که از پیروان روان‌شناسی فردی است، مشاوره را ایجاد رابطه حسنه بین دو نفر (یعنی مشاور و مراجع) تلقی می‌کند که از طریق این رابطه، مشاور به مراجع یاری می‌دهد تا نحوه ارتباط با دیگران را فراگیرد، نیازهایش را به‌طور معقول و مقبولی برآورده سازد، احساساتش را بشناسد، اطلاعاتی دربارهٔ نکات قوت و ضعف خویش به دست آورد و با تعیین و شناخت اهداف آینده، شیوه‌های وصول به آن‌ها را بیاموزد.
مشاوره به تغییر ادراکات، اعتقادات، نگرش‌ها، رفتارها و نهایتاً تغییر شیوه زندگی منجر می‌شود.
به عقیده پپینسکی (۱۹۵۴)، در مشاوره به بررسی و درمان مشکلات روانی نسبتاً سطحی مبادرت می‌شود. این مشکلات علل جسمانی ندارند و صرفاً بر اثر عوامل محیطی حاصل شده‌اند.
رابینسون (۱۹۵۰)، مشاوره را کمک به افراد عادی برای کسب سازش بهتر با خود و دیگران، افزایش بلوغ عاطفی، استقلال و قبول مسئولیت می‌داند.
از نظر استفلر و هاچ، (۱۹۵۸ و ۱۹۷۲)، مشاوره، رابطه یاری دهندهٔ تخصصی بین مراجع و مشاور است که به شناخت بیشتر مراجع از خصوصیات خویشتن و تصمیم‌گیری معقول و مناسب در زندگی منجر می‌شود. مشارکت در چنین رابطه‌ای، اعم از فردی یا گروهی، باعث می‌شود که فرد به خودکاوی و خودشناسی بیشتر و بهتری بپردازد و شیوه‌ای را در زندگی اش برگزیند که با رغبت‌ها، استعدادها و امکانات وی هماهنگ باشد.
اسمیت (۱۹۵۵)، مشاوره را جریان یاری دهنده ای تعریف می‌کند که به وسیله آن، به مراجع اصول و شیوه‌های مربوط به انتخاب، طرح‌ریزی و ادامه یک زندگی معقول و موفقیت‌آمیز، آموخته می‌شود. از طریق مشاوره، مراجع می‌آموزد که چگونه یک زندگی سالم و سازنده را طرح‌ریزی نموده و ادامه دهد و از مهارتهای حل مسئله، برقراری ارتباط و تفکر مثبت در عمل بهره برد.
به عقیده هنکی و نای، مشاوره جریان یاری دهنده یکتایی است که در آن، پس از طرح مشکل، با کمک مشاور که فردی آشنا به امور روانی است به حل مشکل تشویق و راهنمایی می‌شود. مشاوره از این نظر یکتاست که مشکل هر مراجع مخصوص به خود اوست و مشاور نمی‌تواند از قبل مشخص سازد که مراجع چه نوع مشکلی را در جلسهٔ مشاوره مطرح خواهد کرد. مشاوره همچنین قابل پیش‌بینی است، زیرا مشکلات مراجعان به ظاهر مشابه‌است و همگی احساس نگرانی می‌کنند، سرگردان هستند، دلهره دارند و نظام زندگیشان-یا دست کم بخش مهمی از نظام زندگیشان-به هم ریخته‌است. در عین حال، هریک از موارد مشابه، در مراجعان متعدد مصادیق رفتاری متفاوتی دارد.
به‌طور کلی، مشاوره تعاملی بین مشاور و مراجع است که به آن وسیله به مراجع کمک می‌شود تا پس از شناخت خویش تصمیمات معقول و مقبولی اتخاذ کند. به بیان دیگر، مشاوره جریان بررسی مشکلات و مسائلی است که مراجع با آن‌ها مواجه است و علاقه‌مند یا نیازمند به طرح آن‌ها می‌باشد. مراجع از طریف بحث و گفتگو دربارهٔ مشکلش با مشاور در جریان رابطهٔ مشاوره‌ای توأم با درک و تفاهم، به خودشناسی و کشف راه حلی موفق می‌گردد و سرانجام تصمیم معقول و مناسبی اتخاذ می‌کند.
مشاوره و مراجعه مشاوره گیرندگان به مشاور و دیدار با او به صورت فردی و خصوصی یا گروهی انجام می‌گیرد که هریک بسته به احساس، درخواست و مشکل مراجع یا مراجعان محاسن و معایبی دارند.
طیبه زندی‌پور در کتاب درسی برنامه‌ریزی تحصیلی و شغلی، رازداری، مسئولیت پذیری و احترام به آزادی و حق انتخاب را از اصول مهم و بنیانی کار مشاوران می‌شمرد.
برخی از مهم‌ترین و اصلی‌ترین نظریه‌های مشاوره عبارتند از: نظریهٔ مراجع محوری، نظریهٔ عقلانی-عاطفی-رفتاری، نظریهٔ واقعیت درمانی و نظریهٔ رفتاردرمانی.

## مشاوره تحصیلی
این نوع از مشاوره اختصاص به دانش آموزان مدارس و دانشجویان دارد؛ که برای کمک و راهنمایی آن‌ها در زمینه انتخاب رشته تحصیلی در دوره دبیرستان، انتخاب رشته تحصیلی دانشگاهی، اطلاع از مقررات و شرایط و قوانین مدرسه یا دانشگاه یا هر مسئله و مشکلی که در محیط تحصیل برای آن‌ها ممکن است پیش بیاید دارد. رفع این نوع مسائل یا مشکلات به عهده مشاوران تحصیلی است.
از وظایف شغلی مشاور تحصیلی آن است که به دانش آموزان خود زمان مناسبی اختصاص دهد و به آن‌ها راه‌های افزایش تمرکز و افزایش یادگیری و روش بهینه مطالعه هر درس را توضیح دهد.

### تاریخچه مشاوره تحصیلی در ایران

#### مشاوره تحصیلی قبل از انقلاب
در ایران مسئله راهنمایی و مشاوره و تهیه مقدمات آن بین سالهای ۱۳۳۷ تا ۱۳۵۰ شروع شد و جریان پیدا کرد. از سالهای ۱۳۳۷ با برگزاری سمینارهای متعددی طرح مشاوره و راهنمایی در آموزش و پرورش مطرح شد و نیز تربیت نیروی مشاوره در دانشگاه‌ها و تهیه ابزار کار مشاوران، دوره‌های کارآموزی ضمن خدمت، تهیه وظایف و طرح و جا انداختن آن از جمله اقدامات بعدی در این دوره بوده‌است. برای پیشرفت و گسترش این طرح اقدامات متعددی انجام شد. دوره‌هایی ترتیب داده شد تا دست‌اندرکاران تعلیم و تربیت با برنامه راهنمایی آشنا شوند. اعزام مشاوران به مدارس، تهیه مقالات و بروشورهای مختلف، تهیه پرونده‌های تحصیلی و تربیتی، تهیه پرسشنامه‌های مختلف و ایجاد مراکز مشاوره و راهنمایی در برخی از مراکز استانها از جمله اقداماتی است که در این دوره به عمل آمد.
در سالهای ۱۳۳۷ و ۱۳۳۸ کنفرانسهایی که در مشهد و آبادان تشکیل یافتند لزوم راهنمایی در مدارس را تأکید کردند. تا اینکه در سالهای ۱۳۴۴ و ۱۳۴۵ در دانشسرای عالی تهران درس مشاوره و راهنمایی جزو دروس رسمی‌قرار گرفت. از مهر ماه ۱۳۵۰ که اولین کلاس دوره راهنمایی تحصیلی تشکیل شد تا ۲۲ بهمن ۱۳۵۷ که انقلاب اسلامی‌ به پیروزی رسید در زمینه اجرای برنامه راهنمایی، فعالیت‌های زیادی صورت گرفت که آشنا ساختن والدین و مربیان و دانش آموزان با برنامه‌های مشاوره و راهنمایی به اعزام مشاورین به مدارس، تهیه پرونده تحصیلی، تست و اجرای آن‌ها از آن جمله می‌باشد.

#### مشاوره تحصیلی بعد از انقلاب
پس از پیروزی انقلاب اسلامی‌ برنامه راهنمایی با توجه به اهداف جدید مورد بررسی و ارزیابی قرار گرفت و نتیجه آن سیستم معلم - مشاور بود که هم به تدریس و هم به مشاوره می‌پرداختند. پس از مدتی برای تهیه هدفهای هماهنگ با اهداف انقلاب برنامه راهنمایی و مراکز مشاوره حذف و تحلیل گردید؛ و به جای آن طرح مربیان پرورشی با عنوان متولیان انقلاب در مدارس طرح‌ریزی و اجرا شد. این طرح به تدریج مسئولان را متوجه نیاز به مشاوره و راهنمایی در مدارس نمود. تا اینکه در سال ۱۳۶۴ هسته‌های مشاوره و راهنمایی مجدداً در مناطق آموزش و پرورش تأسیس گردید. در حال حاضر برنامه‌های مشاوره‌ای مدارس به سمت تخصصی شدن و خدمات مشاوره‌ای سوق داده شده‌است و طرحهایی چون «طرح احیا نقش مشاوره‌ای معلمان» در حال اجرا است.

### مشاوره تحصیلی در زمینه انتخاب رشته و راهنمایی شغلی
در این زمینه مشاور به دانش آموز کمک می‌کند با اطلاع از ویژگی‌ها و شرایط خود، رشته‌ها و شرایط جامعه تصمیم مناسبی در مورد انتخاب رشته تحصیلی‌اش اتخاذ کند. چنین فرایندی چه در سال اول دبیرستان و برای انتخاب رشته تحصیلی دوره متوسط صورت بگیرد و چه برای انتخاب رشته دانشگاهی تفاوت چندانی نمی‌کند. آشنایی مشاور با ویژگی‌ها و مقررات موجود مربوط به هر دوره (متوسط یا دانشگاهی) بسیار حائز اهمیت است. مشاور تلاش می‌کند علاوه بر اینکه مراجع را از جنبه‌های مختلف هوشی، استعداد و علایق شناسایی کند بلکه این شناخت را با شناختهای خود دانش آموز درهم می‌آمیزد و با در نظر گرفتن مقررات بیرونی و شرایط ویژه جامعه اقدام به تصمیم‌گیری کنند.
ویژگیهای خود دانش آموز که باید شناسایی شوند عبارتند از: میزان بهره هوشی، نمرات تحصیلی او، تعیین نقاط قوت و ضعف او در دروس مختلف، بررسی علایق و استعدادهای او در زمینه رشته‌ها و مشاغل. برای اینکار گاهی مشاور از آزمونهایی چون تست هوش، آزمون رغبت سنج و آزمونهای سنجش استعداد کمک می‌گیرد. از سوی دیگر باید دانش آموز شناخت کاملی نیز از خود رشته تحصیلی بدست آورد. اینکه چه دروسی در آن مطالعه می‌شوند، آینده شغلی آن چیست؟ و…

### مشاوره تحصیلی در زمینه بررسی افت تحصیلی
برخی از دانش آموزان ممکن است دچار افت تحصیلی شوند. برخی از این دانش آموزان خود به مشاوره تحصیلی مراجع می‌کنند و برخی توسط مسئولین مدرسه به مشاور مدرسه معرفی می‌شوند. در هر حال مشاور تحصیلی به بررسی عمل مختلف افت تحصیلی می‌پردازد. برای بررسی احتمال وجود عمل خانوادگی از خود دانش آموز و خانواده او کمک می‌گیرد. عوامل مدرسه را نیز مورد بررسی قرار می‌دهد و همچنین به بررسی سلامت جسمی‌و روانی دانش آموز می‌پردازد.
شناخت و پیدا کردن علت افت تحصیلی در گام اول قرار دارد. بعد از پیدا کردن علت، مشاور به کمک دانش آموز و در صورت لزوم خانواده او و مسئولین مدرسه به رفع آن علت اقدام می‌کنند. یا اینکه راهنماییهایی به دانش آموزان برای رفع علت ارائه می‌شود و پیشرفت او مورد پیگیری قرار می‌گیرد. از جمله این راهنمایی شامل شیوه افزایش انگیزش دانش آموز، آموزش شیوه‌های صحیح مطالعه، آموزش شیوه‌های مواجهه با تغییرات اساسی و غیره خواهد بود.

### مشاوره تحصیلی در زمینه مطالعه و حافظه
برخی از دانش آموزان با وجود اینکه افت تحصیلی نشان نمی‌دهند، اما ممکن است نیاز به آموزش شیوه‌های صحیح مطالعه و روش‌های بهسازی حافظه داشته باشند. آموزش چنین روشهایی می‌تواند به جلوگیری از اتلاف وقت دانش آموز و بالا بردن بهره‌وری او کمک کند. برنامه‌ریزی برای مطالعه، رعایت اصول یادگیری در برنامه‌ریزی برای مطالعه، رعایت ویژگی‌های حافظه‌های مختلف می‌تواند به دانش آموز کمک کند تا روش مطالعه صحیحی داشته باشد و نتیجه بهتری کسب نماید.

### مشاوره تحصیلی در زمینه کاهش اضطراب امتحان
اغلب افراد در جلسه امتحان یا قبل از آن درجاتی از اضطراب را دارا هستند. داشتن مقداری اضطراب در شرایط امتحانی کاملاً طبیعی و گاهی حتی ضروریست. چون موجب بالا نگه داشته شدن سطح انگیختگی فرد شده و عملکرد او را بهبود می‌بخشد. اما در صورتی‌که میزان این اضطراب از حد طبیعی بالاتر برود باعث مختل شدن عملکرد فرد خواهد شد؛ بنابراین مشاور تحصیلی تلاش می‌کنند با آموزش شیوه صحیح مطالعه، بالا بردن کارایی حافظه و استفاده بهینه از زمان، دانش آموز اطمینان و یقین نسبت به خود پیدا کند.
به عبارتی تلاش می‌کند اعتماد به نفس او را بالا ببرد تا از پیدا شدن افکاری که باعث اضطراب در او می‌شوند جلوگیری کند. چنین دانش آموزانی افکاری از این قبیل دارند. نمره کمی‌خواهم گرفت، خوب نخوانده‌ام، همیشه شکست می‌خورم و… مشاوره تحصیلی کمک می‌کند تا دانش آموز با تسلط بیشتری به مطالب مورد نظر سر جلسه امتحان حاضر شود و علاوه بر این به خود اعتماد به نفس داشته باشد. همچنین ممکن است روش‌های اختصاصی مثل آموزش روش‌های آرامش ورزی مورد استفاده قرار بگیرید. در صورت حاد بودن میزان اضطراب دانش آموز به مراکز اختصاصی‌تر ارجاع داده می‌شود.

### ویژگی‌های مشاور تحصیلی
یک مشاور تحصیلی مناسب باید دارای شاخصه‌های مهم زیر باشد:
1. نیاز دانش آموز را به خوبی بشناسد و با تجربه خود بتواند او را راهنمایی کند.
2. دوره‌های علمی و تخصصی مشاوره و هدایت تحصیلی را گذارنده باشد.
3. خودش در زمینه تحصیل و کنکور موفق عمل کرده باشد و از رتبه‌های برتر کنکور باشد.
4. در سال‌های گذشته موفق شده باشد که با هدایت تحصیلی دانش آموزان چه در مدرسه و چه در کنکور، آن‌ها را به رتبه‌های برتر رسانده باشد.
5. یار و همراه دانش آموز بوده در طی مسیر تحصیلی همواره دانش آموز را پشتیبانی کرده و مشکلات او را حل کند.
6. به لحاظ روانی و روحی بتواند او را کامل ساپورت کند.
7. با ارائه برنامه‌ریزی دقیق و هدفمند مسیر درست تحصیل را به دانش آموز نشان دهد.
8. منابع مورد نیاز هر دانش آموز را به خوبی بشناسد و با اشراف کامل به منابع کنکور و کمک درسی موجود در بازار به دانش آموز معرفی کند.
9. هر روز از دانش آموز گزارش کار مطالعه او را دریافت کند و نقاط ضعف دانش آموز را پوشش داده و نقاط قوت وی را تقویت کند.

### مشاوره در مدارس
امروزه انتظار می‌رود در تمامی مدارس راهنمایی و متوسطه ایران، به ویژه پس از تغییرات سالهای آخر دهه ۷۰، یک مشاور با حضور دائمی یا پاره‌وقت مشغول به کار باشد؛ اگرچه برخی مدارس مشاور ندارند.
معمولاً رشته تحصیلی این مشاوران مشاوره یا روانشناسی است.
این مشاوران اغلب به هدایت تحصیلی و برنامه‌ریزی تحصیلی می‌پردازند و پاره‌ای اوقات نیز در زمینه مسائل ارتباطی و اجتماعی و رفتاری نیز به دانش آموزان کمک می‌کنند.
یک مشاور خوب با تشخیص مشکلات دانش آموز از جمله ناتوانی‌های یادگیری، مسائل خانوادگی، مشکلات عاطفی و حتی جسمانی، نه تنها به دانش آموزان در فرایند تحصیل کمک می‌کند، بلکه از آسیب‌های اجتماعی آتی آنها مانند بی‌کاری، فقر و خشونت جلوگیری می‌نماید. در کتاب برنامه‌ریزی تحصیلی و شغلی، که کتاب درسی انتخابی سال اول دوره آموزش فنی و حرفه‌ای می‌باشد، دربارهٔ مشاوره تحصیلی آمده‌است:
در ارائه خدمات مشاوره‌ای، که خود نوعی آموزش و بخشی از خدمات راهنمایی است؛ مشاوران می‌کوشند تا با ایجاد رابطه‌ای صمیمانه و دو جانبه به دانش آموزان در بررسی مشکلاتشان از جوانب و دیدگاه‌های مختلف کمک کنند، تا ضمن یادگیری فرایند مشکل گشایی، بتوانند با بینشی وسیع و همه‌جانبه به مسائل نگریسته، موفق به اخذ تصمیمات مناسب گردند. در ارائه خدمات راهنمایی و مشاوره، یک مشاور برای هیچ دانش آموزی تصمیم نمی‌گیرد یا به او القای نظر نمی‌کند. تصمیم‌گیری اختیار و انتخاب و مسئولیت تام خود مراجع (دانش آموز) است. یک مشاور فقط می‌کوشد مسئله انتخاب و تصمیم‌گیری را که کاری بسیار دشوار و گاهی دردناک است برای وی آسان سازد. در حقیقت یک مشاور در حل مشکل، فقط می‌تواند با همدلی وهمفکری به بررسی راه حل‌ها بپردازد. او هرگز به جای شما فکر نمی‌کند و تصمیم نمی‌گیرد. تصمیم‌گیری مسئولیت فردی دانش آموز است. مشاوره فکر کردن با مراجع است نه برای مراجع.
دربارهٔ تفاوت‌های مشاوره و راهنمایی در محتوای درسی همین کتاب ذکر شده‌است که:
1. راهنمایی جنبه عملی و کلی دارد اما مشاوره جنبه تخخصصی و جزئی.
2. راهنمایی جنبه پیشگیری، اما مشاوره جنبه درمان دارد.[۱۸]

### مشاوره کنکور
در سال‌های گذشته رقابت جدی در ورود به دانشگاه‌ها و رشته‌های پرطرفدار در ایران موجب تخصصی شدن مشاوره کنکور به عنوان یک شاخه خاص از مشاوره تحصیلی شده‌است. در حال حاضر افرادی که به عنوان مشاورین کنکور حرفه ای و تخصصی فعالیت می‌کنند مهارت‌های مشخصی دارند که به واسطه آنها داوطلبان کنکور سراسری را برای موفقیت در آزمون قبل و پس از برگزاری این آزمون آماده می‌نمایند. برنامه‌ریزی کنکور، آموزش روش‌های مطالعه، آموزش تکنیک‌های تست زنی کنکور، مشاوره انتخاب رشته، مشاوره‌های روحی و انگیزشی، مشاوره کنترل اضطراب، استرس و … از جمله کارکردهای مهم مشاوره کنکور برای موفقیت داوطلبان کنکور می‌باشد.
مشاوره کنکور در ایران در حال حاضر به شکل‌های مختلف ارائه می‌شود. نوع اول مشاوره توسط افرادی که تحصیلات آکادمیک مشاوره یا روانشناسی دارند ارائه می‌شود. نوع دوم توسط داوطلبان موفق کنکورهای سال‌های گذشته ارائه می‌شود. در واقع این نوع از مشاورین به واسطه تجربه موفقی که از دوران تحصیل و کنکور خود داشته‌اند به ارائه مشاوره تحصیلی در زمینه موفقیت در کنکور می‌پردازند.
در دهه اخیر نوع دوم مشاوره کنکور رشد زیادی کرده و اقبال دانش آموزان به آن بیشتر بوده‌است. به ویژه مشاوره تلفنی کنکور که با پیام رسان‌های اینترنتی و آنلاین همراه شده و توسط داوطلبان موفق کنکورهای گذشته انجام می‌شود به عنوان یک پدیده نوظهور و مفید، تا حدود بسیار زیادی جایگزین مشاوره حضوری و سنتی شده‌است.

### مشاوره در دانشگاه‌ها
براساس گزارش آفتاب نیوز در ۲۱ شهریور ۱۳۹۳، رئیس مرکز مشاوره دانشگاه تهران گفت، طی یکسال گذشته ۲۶ هزار جلسه مشاوره در مراکز مشاوره این دانشگاه برگزار شده‌است که این ۲۶ هزار جلسه مربوط به سه الی چهار هزار دانشجویی است که در چند جلسه به دفاتر مشاوره دانشجویی مراجعه کرده‌اند. شکست عشقی و سوءاستفاده عاطفی بیشترین عامل مراجعه دانشجویان دختر به مشاور است.
در ایران، نهادی با نام دفتر مشاوره و سلامت در سازمان امور دانشجویان، که خود زیرمجموعهٔ وزارت علوم، تحقیقات و فناوری است، وجود دارد که به انتشار نشریات مشاوره‌ای و پشتیبانی خدمات مشاوره در دانشگاه‌ها می‌پردازد. تمامی دانشگاه‌های دولتی زیرنظر وزارت علوم، تحقیقات و فناوری و وزارت بهداشت، درمان و آموزش پزشکی، دارای مراکز مشاوره هستند.
مرکز مشاورهٔ دانشگاه تهران، اقدام به انتشار نشریهٔ پیام مشاور می‌نماید. این نشریه در سراسر ایران، در دانشگاه‌ها و مؤسسات آموزش عالی توزیع می‌شود.

### مشاوره از راه دور
امروزه مراکز مشاوره در کنار مشاوره حضوری از طرق مختلف به ارائه خدمات مشاوره از راه دور می‌پردازند. مطالعات نشان داده‌است که مشاوره تلفنی می‌تواند در حل بسیاری از مشکلات به اندازه مشاوره حضوری مؤثر واقع شود. مشاوره تلفنی و مشاوره آنلاین از طریق اینترنت و نرم‌افزارهای پیام رسان دو خدمتی است که هر روز فراگیرتر می‌شود. در دسترس بودن، راحتی، هزینه کمتر، ناشناس ماندن، صرفه جویی در وقت و کمک به حل مشکلات اورژانسی را می‌توان از مزایای مشاوره تلفنی و آنلاین برشمرد.

## مشاوره خانواده
مشاوره خانواده نوعی از مشاوره است که به بهبود شرایط زندگی مشترک می‌پردازد که شامل انواع مختلفی از مشاوره مانند مشاوره پیش از ازدواج یا مشاوره زوجین، مشاوره تغییر جنسیت و … است.

### مشاوره پیش از ازدواج
مشاوره ازدواج یا به عبارتی مشاوره قبل از ازدواج به نوعی از مشاوره گفته می‌شود که اختصاص به افرادی دارد که تصمیم به ازدواج دارند. مشاوره قبل از ازدواج به بررسی استانداردهای لازم برای ازدواج دو نفر از جمله تطابق‌ها و ویژگی‌های سنتی، فرهنگی، تحصیلی، اقتصادی، قومی و مذهبی می‌پردازد. در این نوع از مشاوره، مشاور روانشناس طی جلساتی به صورت انفرادی و زوجی، به هر دو نفر مشاوره می‌دهد، از آزمون‌های معتبری به صورت کتبی استفاده می‌شود که تحلیل دقیق آن‌ها، احتمال موفق بودن ازدواج را بررسی می‌کنند. این آزمون‌های روانشناختی به منظور شناخت زیر ساخت‌های شخصیتی طرفین به کار می‌روند. مشاوره ازدواج با سنجش و شناخت تفاوت‌های زیر بنایی شخصیت هر دو طرف، نظر زوج‌ها را نسبت به این تفاوت‌ها جلب می‌کند، هم چنین مشاوره باعث شناخت فرد نسبت به خودش می‌شود که به تصمیم‌گیری‌های حال و آیندهٔ او بسیار کمک می‌کند. موارد دیگری که در جلسات مشاوره قبل از ازدواج بررسی می‌شوند شامل آرزوها، تمایلات، توقعات، خط قرمزها و… است.

### مشاوره زوجین
مشاوره جهت بهبود شرایط زوجین بعد از ازدواج که شامل بررسی مواردی مانند ارتباطات، مشکلات جنسی، مشکلات مربوط به عصبانیت، خیانت، آزار و اذیت و سایر اختلافات زناشویی می‌شود.

### مشاوره جنسی
این مورد در زمینه های مختلف و برای سنین مختلف بروز می‌کند و جنسیت های مختلف به نوعی می‌توانند با آن درگیر شده و دچار اختلالات و مشکلات متعدد جنسی شود که از آنجایی که نقش این مورد بسیار مهم و حائز اهمیت است.
به عنوان یک اصل اساسی و پایه در جهت شکل گیری خانواده ها نقش دارد.
بنابراین همین مشکل می‌تواند سبب به وجود آمدن مشکلات بسیار زیاد بعدی در خانواده ‌ها شده و در صورت برطرف نشدن حتی سبب فروپاشی بسیاری از خانواده‌ها می‌شود در این زمینه مشاوره می ‌تواند نقش بسیار مهمی ایفا نماید.